# Norda Prismo
Norda Prismo était une revue culturelle bimestrielle en espéranto qui parut de 1955 à 1975. Le fondateur et premier rédacteur en chef de la revue fut Ferenc Szilágyi. Après la mort de Szilágyi, c'est William Auld qui lui succède à la rédaction, jusqu'en 1972. La publication de Norda Prismo cesse en 1975. 
Baldur Ragnarsson participe également à la rédaction entre 1958 et 1974.